# Tai Tau Chau, Sai Kung
Tai Tau Chau (kinesiska: 大頭洲, 大头洲) är en ö i Hongkong (Kina). Den ligger i den nordöstra delen av Hongkong. Arean är 0,55 kvadratkilometer.
Terrängen på Tai Tau Chau är platt. Öns högsta punkt är 44 meter över havet. Den sträcker sig 1,3 kilometer i nord-sydlig riktning, och 0,9 kilometer i öst-västlig riktning.  I omgivningarna runt Tai Tau Chau växer i huvudsak städsegrön lövskog.